# Spinasteron westi
Spinasteron westi är en spindelart som beskrevs av Baehr 2003. Spinasteron westi ingår i släktet Spinasteron och familjen Zodariidae.
Artens utbredningsområde är Western Australia. Inga underarter finns listade i Catalogue of Life.